# Coop Norge
Coop Norge (in italiano Coop Norvegia) è una cooperativa di consumatori norvegese, formata a sua volta da 117 cooperative locali. Coop Norge conta 1.300.000 soci-consumatori. L'azienda ha il suo quartier generale a Oslo, la capitale della Norvegia.

## Descrizione
Da 2002 al 2007 si era unita con la FK (Kooperativa Förbundet) svedese e la FDB (Fællesforeningen for Danmarks Brugsforeninger) danese per formare Coop Norden. La società è stata sciolta alla fine del 2007 e le 3 cooperative di consumatori sono tornate indipendenti tra loro.
Coop Norge, pur avendo nome e logo simili, non ha alcun rapporto societario con Coop Italia e con il Sistema Coop italiano.